# Ксения Раппопорт
Ксения Раппопорт (родена на 25 март 1974 г.) е руска актриса.

## Избрана филмография
- Анна Каренина (1997)
- Распутин (2011)